# ويليام فيالي
ويليام فيالي (بالإيطالية: William Viali)‏ (16 نوفمبر 1974 في إيطاليا - ) هو لاعب كرة قدم إيطالي في مركز الدفاع. لعب مع أتالانتا وفيورنتينا ونادي أسكولي ونادي أنكونا ونادي باليرمو ونادي بيروجيا ونادي تريفيزو ونادي تشيزينا ونادي رافينا ونادي فينيزيا ونادي كريمونيسي ونادي ليتشي ونادي مونزا ونادي فيورينزولا 1922.

## وصلات خارجية
- ويليام فيالي على موقع قاعدة بيانات كرة القدم.إي يو (الإنجليزية)